# Accidentul aviatic din 28 decembrie 1989
Accidentul aviatic din 28 decembrie 1989 a constat în prăbușirea unui avion de transport civil de tip Antonov An-24 al companiei TAROM care efectua o cursă charter între București și Belgrad pentru a aduce sânge necesar trasfuziei răniților din timpul Revoluției Române din 1989. Resturile aparatul de zbor prăbușit, care avea la bord șase membri ai echipajului și un pasager, un fotoreporter britanic, au fost localizate în pădurea Mălinoasa de pe raza comunei Vișina, județul Dâmbovița. Cauzele accidentului nu au fost complet elucidate, una din ipoteze presupunând doborârea avionului cu o rachetă antiaeriană.

## Accidentul
Evenimentele desfășurate în timpul Revoluției Române din 1989 precum și informațiile obținute l-au determinat pe general-maiorul Gheorghe Negoșanu, șeful Statului major al Comandamentului Apărării Anti Aeriene a teritoriului, să dispună interzicerea decolării aeronavelor militare și civile de pe teritoriul României începând cu 22 decembrie 1989 orele 19.
Pe 28 decembrie 1989 Ion Iliescu, în numele noii conduceri a FSN, a cerut efectuarea unei curse către Belgrad pentru a aduce sângele necesar îngrijirii răniților din revoluție. Posibilitatea unui zbor care să părăsească România era cunoscută din ziua anterioară, iar Ian Parry, fotoreporter în vârstă de 24 de ani la ziarul britanic Sunday Times, fiind înștiințat de această posibilitate, a decis să se folosească de această ocazie unică pentru a transporta pelicule fotografice și casete video realizate în București de unii corespondenți de presă străini.
Avionul a decolat cu un echipaj format din șase membri (Ioan Chifor, comandant de bord, Valter Jurcovan, copilot, Mihai Moldoveanu, instructor de zbor, Gelu Cristea, mecanic de bord, Elena Marghidan, însoțitoare de bord și Petre Bănică, însoțitor de bord), dintre pasagerii care așteptau pe Aeroportul Otopeni fiind acceptat la îmbarcare doar jurnalistul Ian Parry care urma să schimbe avionul la Belgrad cu unul pentru Londra.
La scurt timp după decolare, piloții au pierdut controlul avionului și acesta s-a prăbușit la 55 km sud-vest de București, în pădurea Mălinoasa, în apropierea comunei Vișina din județul Dâmbovița. Ancheta care a urmat a fost deosebit de lungă, iar rudele victimelor accidentului aviatic au fost supuse presiunilor, intimidarilor și amenințărilor atunci când încercau să afle detalii despre rezultatele anchetei. Rezultate cercetărilor au fost contradictorii, în 2006 prăbușirea avionului fiind atribuită prezenței de gheață pe aripi pentru ca, doar la câteva luni mai târziu, să fie incriminat impactul cu un obiect aflat în spațiul de zbor a avionului. Una din ipoteze ar fi că avionul a fost lovit de o rachetă antiaeriană, locul impactului cu solul fiind la aproximativ 12 km nord-vest de divizionul 182 Rachete AA de la Boteni.
Enigma prăbușirii acestui avion a constituit subiectul unei anchete realizate de jurnaliștii Carmen Moise și Cristian Tamaș, difuzată pe 28 aprilie 2013 pe postul TV Antena 3.